# St. Georg (Palzing)

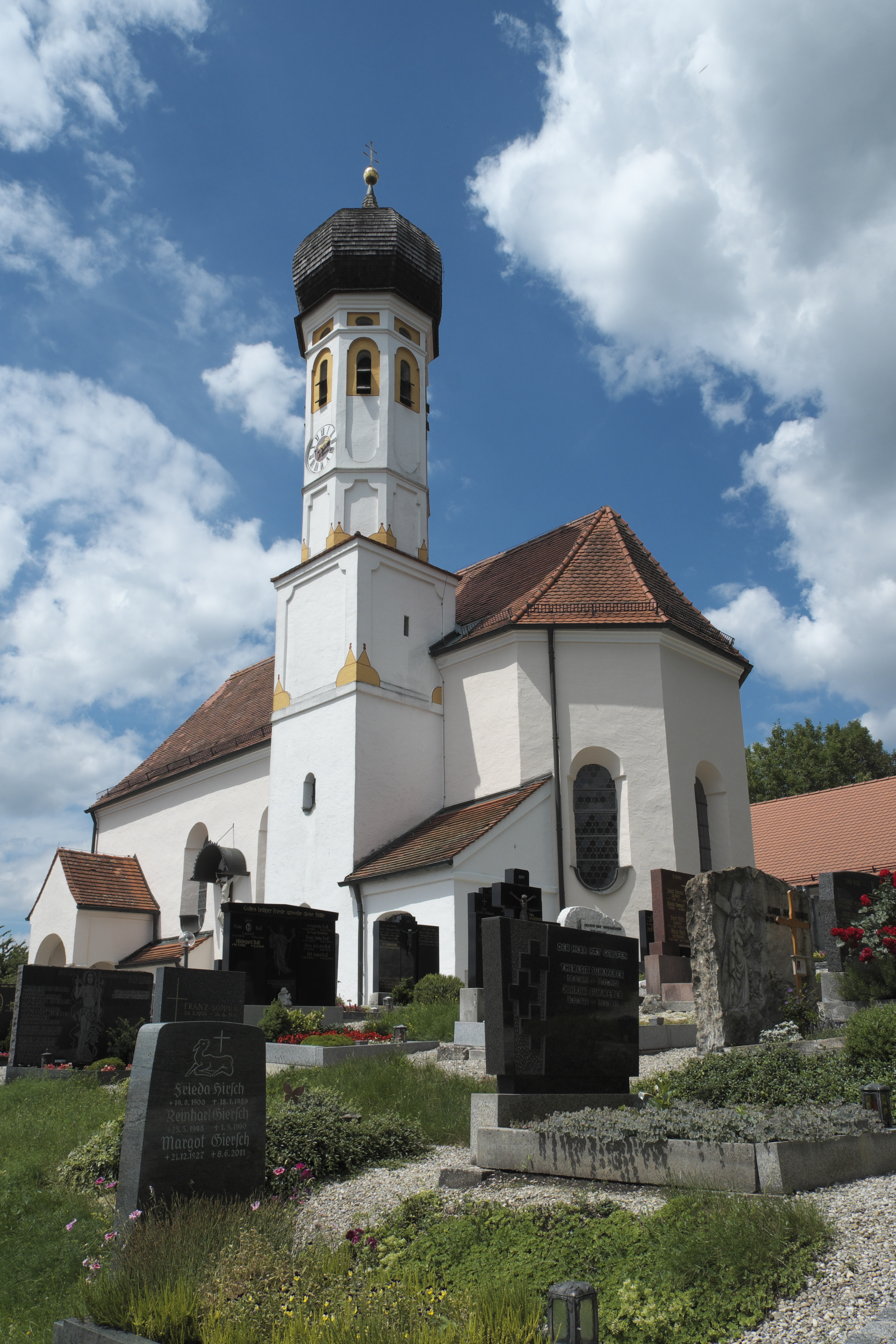
St. Georg in Palzing

Die römisch-katholische Filialkirche St. Georg steht in Palzing, einem Gemeindeteil von Zolling im oberbayerischen Landkreis Freising. Die Kirche steht unter Denkmalschutz und ist in der Liste der Baudenkmäler in Zolling unter der Nr. D-1-78-157-17 eingetragen. Sie gehört zum Dekanat Freising des Erzbistums München und Freising.

## Beschreibung
Die frühbarocke Saalkirche wurde 1627 anstelle eines gotischen Vorgängerbaus errichtet. Sie besteht aus dem Langhaus zu drei Jochen, dem eingezogenen, dreiseitig geschlossenen Chor im Osten und dem Chorflankenturm auf quadratischem Grundriss im Süden des Chors, dessen achteckige Obergeschosse den Glockenstuhl und die Turmuhr enthalten. Darauf sitzt eine Zwiebelhaube. Die Sakristei steht an der Südostecke von Chor und Chorflankenturm. Ein Vorbau im Süden des Langhauses führt zum Portal. 
Der Innenraum des Langhauses ist mit einem Tonnengewölbe überspannt, das auf Pilastern an den Wänden ruht. Das Gewölbe im Chor ruht auf den Kapitellen der Säulen an den Wänden. Der um 1660 gebaute Hochaltar wird von den Skulpturen der Barbara von Nikomedien und der Katharina von Alexandrien flankiert. Auf dem Altarretabel ist der heilige Georg dargestellt, auf dem Altarauszug Jesus als Erlöser der Welt.